# 自由改革派団体
自由改革派団体（じゆうかいかくはだんたい、フランス語: Cercle des Libéraux Réformateurs、略称:CLR、英語: Circle of Liberal Reformers）または、自由改革派サークル（じゆうかいかくはサークル）は、ガボンの政党。
1992年後半からジャン＝ボニファス・アセーレ（Jean-Boniface Assélé）が党首である。オマール・ボンゴ・オンディンバ大統領の与党。
1993年の大統領選挙ではボンゴ大統領を支持した。
2001年12月9日の総選挙で下院国民議会に2議席を獲得した。2006年12月17日から12月24日の総選挙でも下院国民議会に3議席を維持した。
2011年12月17日の総選挙では下院国民議会に1議席を獲得したに留まった。